# Keresau Island
Keresau Island, in der deutschen Kolonialzeit zumeist Karsauinsel (manchmal auch Parisinsel) genannt, ist eine Insel, die zur East Sepik Province von Papua-Neuguinea gehört. Die Insel liegt etwas westlich von Muschu Island und unmittelbar nördlich der Küste Neuguineas, etwas nordwestlich der Stadt Wewak. Die Insel ist an der längsten Stelle etwa zwei Kilometer lang, nur etwa 100 Meter breit und überwiegend von Flachland und Korallenkalken geprägt.
Ende des 19. Jahrhunderts war die Insel Teil der Deutschen Schutzgebiete in der Südsee.
Während des Ersten Weltkriegs wurde das Gebiet 1914 von Australien übernommen und war Teil des australischen Verwaltungsmandats für den gesamten Bismarck-Archipel durch den Völkerbund und nach dessen Auflösung durch die Vereinten Nationen.
Im Zweiten Weltkrieg wurde die Insel ab Dezember 1942 von Japan besetzt. In der Folge war auf der Insel die sog. Garnisonseinheit Karsau und ab Oktober 1944 eine Abteilung der 37. Maschinenkanonen-Kompanie mit einer 20-mm-Kanone und leichten Maschinengewehren stationiert. Am 25. März 1945 wurde Keresau Island von alliierten Flugzeugen bombardiert, wobei auch viele Einheimische getötet wurden.
1949 fiel das Gebiet wieder an das australische Verwaltungsmandat, bis Papua-Neuguinea 1975 unabhängig wurde.